# چاه‌خانی
چاه‌خانی، روستایی از توابع بخش مرکزی در شهرستان دشتستان استان بوشهر ایران است.

## جمعیت
این روستا در دهستان زیارت قرار داشته و بر اساس سرشماری سال ۱۳۸۵ جمعیت آن ۱۴۸۷نفر (۳۳۳خانوار) می‌باشد.